# Dietrich Kraiß

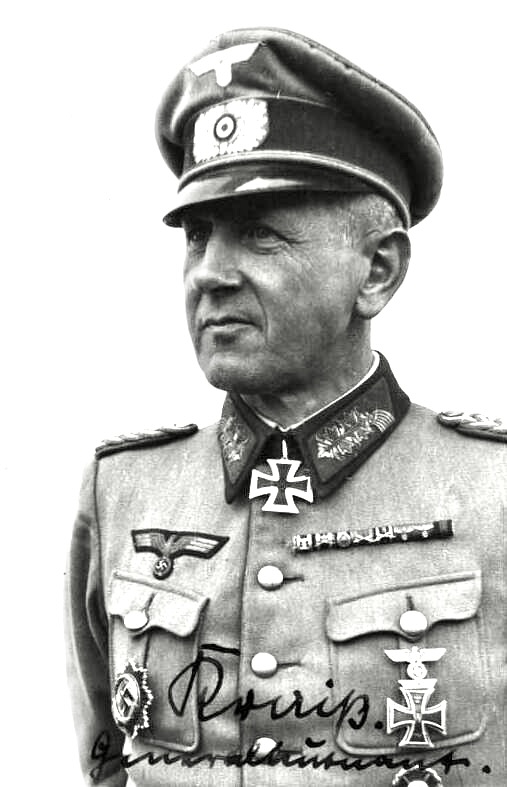
Dietrich Kraiß, 1942

Dietrich Kraiß (* 16. November 1889 in Stuttgart; † 6. August 1944 bei Saint-Lô) war ein deutscher Offizier, zuletzt Generalleutnant der Wehrmacht im Zweiten Weltkrieg.

## Leben

### Württembergische Armee
Kraiß trat am 24. März 1909 in das Infanterie-Regiment „Großherzog Friedrich von Baden“ (8. Württembergisches) Nr. 126 ein. Mit seinem Regiment zog er als Leutnant in den Ersten Weltkrieg und war mit diesem ausschließlich an der Westfront im Einsatz. Zuerst war er Zugführer, später im Regimentsstab und dann Bataillonskommandeur. Am 18. Juni 1915 erfolgte seine Beförderung zum Oberleutnant und am 15. Juli 1918 zum Hauptmann. Für seine Leistungen während des Krieges war Kraiß mit beiden Klassen des Eisernen Kreuzes, dem Ritterkreuz des Königlichen Hausordens von Hohenzollern mit Schwertern, dem Ritterkreuz II. Klasse des Ordens vom Zähringer Löwen mit Schwertern, dem Ritterkreuz des Württembergischen Militärverdienstorden und dem Verwundetenabzeichen in Schwarz ausgezeichnet worden.

### Zwischenkriegsjahre
Nach Kriegsende in die Vorläufige Reichswehr übernommen, fand Kraiß als Kompaniechef in verschiedenen Infanterieregimentern Verwendung. Zwischenzeitlich wurde er von 1925 bis 1928 als Ausbilder an die Infanterieschule nach Dresden abkommandiert. Am 1. Mai 1931 erfolgte seine Beförderung zum Major unter gleichzeitiger Versetzung in das Reichswehrministerium nach Berlin. Dort verblieb er bis Ende 1934 und übernahm als Oberstleutnant (seit 1. Oktober) und Kommandeur ein Bataillon in seiner Heimat Württemberg. Im März 1937 wurde er zum Oberst befördert und im Oktober desselben Jahres zum Kommandeur des Infanterieregiments 90 in Hamburg ernannt.

### Zweiter Weltkrieg
Zu Beginn des Zweiten Weltkriegs war Kraiß mit seinem Regiment zunächst am Überfall auf Polen beteiligt. Anschließend wurde die Einheit in Vorbereitung auf den Westfeldzug wieder nach Deutschland zurück verlegt. Ab Mai 1940 nahm das Regiment als Teil der 20. Infanterie-Division an der Besetzung der Niederlande und Frankreichs teil. Seine Beförderung zum Generalmajor erfolgte am 1. Februar 1941. Im März 1941 gab er das Kommando über das Regiment an Oberst Erich Jaschke ab und wurde kurzzeitig in die Führerreserve versetzt.
Von Juli 1941 bis März 1943 wurde Kraiß mit der Führung der 168. Infanterie-Division beauftragt und kämpfte mit dieser an der Ostfront. Für die Führung der Division während der Schlacht bei Charkow wurde er mit dem Ritterkreuz des Eisernen Kreuzes ausgezeichnet.
Am 1. Oktober 1942 erfolgte seine letzte Beförderung in den Rang eines Generalleutnants. Im April 1943 übernahm Kraiß die neu aufgestellte 355. Infanterie-Division, die in der Folge von der Roten Armee bei Merefa so stark aufgerieben wurde, dass sie am 9. November 1943 aufgelöst werden musste.
Ab November 1943 hatte er den Befehl über die neu aufgestellte und im Raum Saint-Lô stationierte 7400 Mann starke 352. Infanterie-Division inne, die 1944 mit sechs weiteren Divisionen an der Invasionsfront der Normandie stand. Anschließend erfolgte die Verlegung an die Küste in die Gebiete der späteren Invasionsstrände Omaha und Gold. Die erfahrenen Truppen seiner Division leisteten den Alliierten zunächst direkt am Strand erbitterten Widerstand, so dass deren Geländegewinn am Abend des 6. Juni von allen Landungsstränden auf Omaha am geringsten war. Entgegen den Anweisungen Adolf Hitlers an der Küste zu kämpfen, zog Kraiß seine Division später auf eine rund 20 Kilometer entfernte Befestigungslinie zurück. Dort konnte er die alliierten Streitkräfte in diesem Frontabschnitt mehrere Wochen am Fortkommen hindern.
Kraiß erlag am 6. August 1944 einer am 2. August in der Nähe von Saint-Lô erlittenen schweren Verwundung und wurde posthum am 11. August 1944 mit dem Eichenlaub zum Ritterkreuz des Eisernen Kreuzes ausgezeichnet.